# روسيماونت
روسيماونت (بالإنجليزية: Rosemount, Minnesota)‏ هي مدينة تقع في ولاية مينيسوتا في الولايات المتحدة. تبلغ مساحة هذه المدينة 91.19 (كم²)، وترتفع عن سطح البحر 294 م، بلغ عدد سكانها 21874 نسمة في عام 2010 حسب إحصاء مكتب تعداد الولايات المتحدة.

## التركيبة السكانية
قام مكتب تعداد الولايات المتحدة بتحديد بيانات التركيبة السكانية لروسيماونتفي تعداد الولايات المتحدة. في ما يلي، التركيبة السكانية حسب تعدادي 2000 و2010.

### تعداد عام 2000
بلغ عدد سكان روسيماونت 14,619 نسمة بحسب تعداد عام 2000، وبلغ عدد الأسر 4,742 أسرة وعدد العائلات 3,931 عائلة مقيمة في المدينة. في حين سجلت الكثافة السكانية 434.2 نسمة لكل ميل مربع (167.6/كم2). وبلغ عدد الوحدات السكنية 4,845 وحدة بمتوسط كثافة قدره 143.9 نسمة لكل ميل مربع (55.6/كم2).
وتوزع التركيب العرقي للمدينة بنسبة 92.78% من البيض و 0.30% من الأمريكيين الأصليين و 2.13% من الأمريكيين ذوي الأصول الآسيوية و 2.03% من الأمريكيين الأفارقة و 1.96% من عرقين مختلطين أو أكثر.
بلغ عدد الأسر 4,742 أسرة كانت نسبة 52.4% منها لديها أطفال تحت سن الثامنة عشر تعيش معهم، وبلغت نسبة الأزواج القاطنين مع بعضهم البعض 70.1% من أصل المجموع الكلي للأسر، ونسبة 9.1% من الأسر كان لديها معيلات من الإناث دون وجود شريك، وكانت نسبة 17.1% من غير العائلات. تألفت نسبة 13.0% من أصل جميع الأسر من أفراد ونسبة 4.0% كانوا يعيش معهم شخص وحيد يبلغ من العمر 65 عاماً فما فوق. وبلغ متوسط حجم الأسرة المعيشية 3.38، أما متوسط حجم العائلات فبلغ 3.08.
بلغ العمر الوسطي للسكان 31 عاماً. وكانت نسبة 35.1% من القاطنين تحت سن الثامنة عشر، وكانت نسبة 6.3% بين الثامنة عشر والأربعة وعشرون عاماً، ونسبة 36.5% كانت واقعةً في الفئة العمرية ما بين الخامسة والعشرون حتى والأربعة وأربعون عاماً، ونسبة 16.8% كانت ما بين الخامسة والأربعون حتى الرابعة والستون، ونسبة 5.4% كانت ضمن فئة الخامسة والستون عاماً فما فوق. يوجد لكل 100 أنثى 99.1 ذكر، ويوجد لكل 100 أنثى في الثامنة عشر من عمرها فما فوق 96.6 ذكر.
وكان متوسط دخل الذكور 45,567 دولار مقابل 33,247 دولار للإناث. وسجل دخل الفرد الخاص بالمدينة 23,116 دولار. وكانت نسبة 2.2% من العائلات ونسبة 3.3% من السكان تحت خط الفقر، وكان من هؤلاء نسبة 3.2% تحت سن الثامنة عشر ونسبة 6.8% في الخامسة والستين من العمر وما فوق.

### تعداد عام 2010
بلغ عدد سكان روسيماونت 21,874 نسمة بحسب تعداد عام 2010، وبلغ عدد الأسر 7,587 أسرة وعدد العائلات 5,918 عائلة مقيمة في المدينة. في حين سجلت الكثافة السكانية 658.5 نسمة لكل ميل مربع (254.2/كم2). وبلغ عدد الوحدات السكنية 7,853 وحدة بمتوسط كثافة قدره 236.4 لكل ميل مربع (91.3/كم2).
وتوزع التركيب العرقي للمدينة بنسبة 87.3% من البيض و 0.4% من الأمريكيين الأصليين و 5.6% من الأمريكيين ذوي الأصول الآسيوية و 3.0% من الأمريكيين الأفارقة و 2.6% من عرقين مختلطين أو أكثر.
بلغ عدد الأسر 7,587 أسرة كانت نسبة 46.5% منها لديها أطفال تحت سن الثامنة عشر تعيش معهم، وبلغت نسبة الأزواج القاطنين مع بعضهم البعض 65.0% من أصل المجموع الكلي للأسر، ونسبة 8.9% من الأسر كان لديها معيلات من الإناث دون وجود شريك، بينما كانت نسبة 4.0% من الأسر لديها معيلون من الذكور دون وجود شريكة وكانت نسبة 22.0% من غير العائلات. تألفت نسبة 16.6% من أصل جميع الأسر من أفراد ونسبة 5.2% كانوا يعيش معهم شخص وحيد يبلغ من العمر 65 عاماً فما فوق. وبلغ متوسط حجم الأسرة المعيشية 3.27، أما متوسط حجم العائلات فبلغ 2.88.
بلغ العمر الوسطي للسكان 34.7 عاماً. وكانت نسبة 30.7% من القاطنين تحت سن الثامنة عشر، وكانت نسبة 6.8% بين الثامنة عشر والأربعة وعشرون عاماً، ونسبة 29.8% كانت واقعةً في الفئة العمرية ما بين الخامسة والعشرون حتى والأربعة وأربعون عاماً، ونسبة 25.2% كانت ما بين الخامسة والأربعون حتى الرابعة والستون، ونسبة 7.7% كانت ضمن فئة الخامسة والستون عاماً فما فوق. وتوزع التركيب الجنسي للسكان بنسبة 49.4% ذكور و50.6% إناث.

## وصلات خارجية
- www.ci.rosemount.mn.us
- The US50 - Cities and Towns in Minnesota State